# Ceratina opaca
Ceratina opaca là một loài Hymenoptera trong họ Apidae. Loài này được Friese mô tả khoa học năm 1905.